# Ełcki
Ełcki là một huyện thuộc tỉnh Warmińsko-Mazurskie của Ba Lan. Huyện có diện tích 1113 km². Đến ngày 1 tháng 1 năm 2011, dân số của huyện là 86650 người và mật độ 78 người/km².